# Ban Phe
Ban Phe (thailändisch บ้านเพ) ist eine Kleinstadt (Thesaban Tambon) im Landkreis (Amphoe) Mueang Rayong. Die kleine Hafenortschaft liegt am Golf von Thailand etwa 20 km östlich der Stadt Rayong in der Provinz Rayong.
Ban Phe ist seit 1999 eine Kleinstadt mit einer eigenständigen Ortsbehörde. Ban Phe besteht aus 23 Gemeinden und 7 Dörfern. In Ban Phe gibt es einen Kindergarten, 3 Grundschulen und eine Schule der sekundären Stufe. Stadtrat ist Herr Phairat Arunwetsaset (นายไพรัตน์ อรุณเวสสะเศรษฐ).
Die Menschen hier leben vorwiegend vom Fischfang, Handel und der Arbeit in einer der acht Fischverarbeitungsfabriken. Der Tourismus gewinnt seit den letzten paar Jahren immer mehr an Bedeutung und es lassen sich auch immer vermehrter Ausländer hier nieder.
Ban Phe ist der wichtigste Ausgangspunkt für Fahrten zur Insel Ko Samet. Entlang der Uferpromenade werden getrockneter Fisch, getrocknete Krabben und die hier besonders häufig hergestellte Krabbenpaste und Fischsauce verkauft. Der Strand von Ban Phe ist 8 Kilometer lang.
Der nahe gelegene Park Suan Son ist ein beliebtes Ausflugsziel, wo man in schattigen Ecken picknicken kann. Das Rayong Aquarium befindet sich am Ortsrand von Ban Phe.